# Emery Wetzel

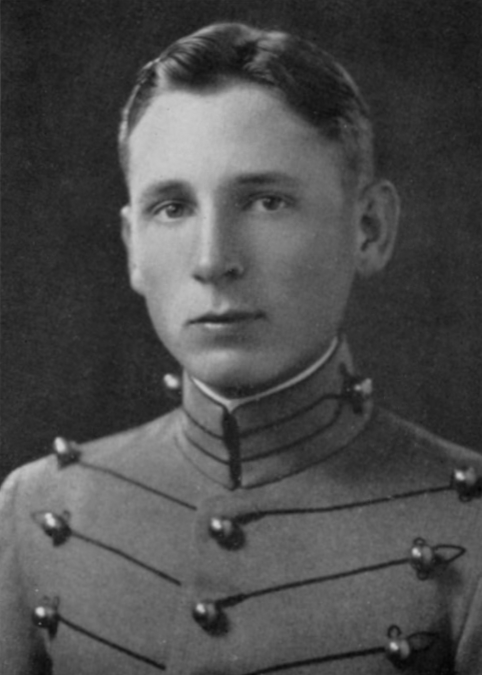

Emery Scott „Pinky“ Wetzel (* 21. Oktober 1907 in Billings, Yellowstone County, Montana; † 4. Mai 1988) war ein US-amerikanischer Generalleutnant der US Air Force, der zuletzt zwischen 1959 und 1961 Chef des Stabes der US-Streitkräfte in Südkorea war.

## Leben

### Militärische Ausbildung und Zweiter Weltkrieg
Wetzel begann nach dem Besuch der Billings High School 1925 eine Offiziersausbildung an der US Military Academy (USMA) in West Point, die er 1929 abschloss. Im Anschluss wurde er Leutnant der Feldartillerie und war zunächst Assistierender Offizier für Operationen und Statistik der auf der Militärflughafen Rockwell Field stationierten 11th Bombardment Squadron des Heeresfliegerkorps USAAC (US Army Air Corps), ehe er 1931 zur Seventh Bombardment Group auf dem Stützpunkt March Field. Dort wurde er später Adjutant des Kommandanten des Stützpunktes, Oberstleutnant Henry H. Arnold, und wurde 1935 als Hauptmann zur 72d Bombardment Squadron auf den Luftstützpunkt Luke Field auf Hawaii versetzt, wo er zuletzt Fliegerischer Kommandeur der 50th Observation Squadron war. 1937 wurde er als Operations- und Nachrichtendienstoffizier sowie Fliegerischer Kommandeur der First Bombardment Squadron (Medium) zum Militärflugplatz Mitchel Field verlegt. 1940 besuchte er für drei Monate einen Lehrgang an der Air Corps Tactical School auf dem Stützpunkt Maxwell Field und war danach Ausbilder für Reserveeinheiten der USAAC im Zweiten Militärischen Gebietshauptquartier (Second Military Area Headquarters) auf dem Allegheny County Airport.
Im März 1941 wurde Wetzel als Major zunächst Assistierender Chef der Offizierssektion sowie daraufhin am 22. Oktober 1941 stellvertretender Chef der Einberufungssektion der Militärischen Personalabteilung im Büro des Chefs des USAAC, Generalmajor George Brett. Nach seiner Beförderung zum Oberstleutnant am 5. Januar 1942 fungierte er zwischen dem 27. Januar und dem 9. März 1942 zunächst als stellvertretender Leiter der Militärischen Personalabteilung im Büro des Chefs des USAAC. Im Anschluss wurde er am 1. März 1942 zum Oberst befördert und war vom 1. Oktober 1942 bis zum 12. Januar 1945 Leiter der Militärischen Personalabteilung im Hauptquartier der nunmehrigen US Army Air Forces (USAAF). In dieser Verwendung erfolgte am 17. November 1944 seine Beförderung zum Brigadegeneral, woraufhin er zwischen dem 13. Januar und dem 15. Juli 1945 Chef der Personalgruppe der Personalabteilung (G 1) des Generalstabes im US-Kriegsministerium war. Für seine Verdienste in dieser Verwendung wurde ihm erstmals der Legion of Merit verliehen.

### Nachkriegszeit und Aufstieg zum Generalleutnant
Im Anschluss fungierte Wetzel zwischen dem 25. Juli und dem 10. August als stellvertretender Assistierender Chef des Stabes für Personal (A 1) der Strategischen Luftstreitkräfte der US Army im Pazifikraum (US Army Strategic Air Forces in the Pacific) und danach kurzzeitig vom 11. bis zum 18. August 1945 als Chef der Alliierten Verbindungsabteilung sowie als kommissarischer stellvertretender Chef des Stabes der in der Präfektur Okinawa in Japan stationierten Achten Luftflotte (Eighth Air Force). Daraufhin war er vom 19. August bis zum 11. Oktober 1945 erst stellvertretender Assistierender Chef des Stabes für Personal (A 1) sowie im Anschluss zwischen dem 12. Oktober und dem 6. Dezember 1945 Assistierender Chef des Stabes für Personal (A 1) der Strategischen Luftstreitkräfte der US Army im Pazifikraum, ehe er vom 15. Dezember 1945 bis Juni 1947 Assistierender Chef des Stabes für Personal (A 1) des daraus hervorgegangenen Pazifischen Luftwaffenkommandos der US Army (Pacific Air Command US Army) war.
Danach war Wetzel zwischen Juni 1947 und dem 24. Juni 1948 Assistierender Chef des Stabes für Personal (A 1) der in Japan stationierten jetzigen Luftstreitkräfte Fernost (Far East Air Forces), die ab dem 18. September 1947 zur neugegründeten Teilstreitkraft der US Air Force (USAF) gehörten. Er fungierte vom 6. Oktober 1948 bis zum 30. April 1950 als Chef des Stabes der 15. Luftflotte (15th Air Force) und danach zwischen dem 1. Mai 1950 und Januar 1951 stellvertretender Kommandierender General dieser 15th Air Force. Im Anschluss fungierte er vom 10. Februar bis zum 22. Februar 1951 kurzzeitig als Sonderassistent des stellvertretenden Chef des Stabes der US Air Force für Personal und anschließend vom 23. Februar 1951 bis Mai 1954 als assistierender Stellvertretender Chef des Stabes der US Air Force für Personal, ehe er zwischen Mai 1954 und Juli 1957 Kommandierender General der Atlantik-Division des Militärischen Lufttransportdienstes (Military Air Transport Service) war. Daraufhin war er von Juli 1957 bis September 1959 in Personalunion stellvertretender Kommandierender General sowie Chef des Stabes der US-Luftstreitkräfte im Pazifikraum PACAF (Pacific Air Forces) und wurde für seine Verdienste in dieser Zeit mit einem zweiten Legion of Merit geehrt.
Zuletzt war Generalleutnant Wetzel zwischen September 1959 und dem 31. August 1961 ebenfalls in Personalunion Chef des Stabes des Kommandos der Vereinten Nationen in Korea (United Nations Command Korea) sowie Chef des Stabes der US-Streitkräfte in Südkorea. Aufgrund seiner dortigen Verdienste wurde ihm die Air Force Distinguished Service Medal verliehen. Am 31. August 1961 schied er nach 32 Dienstjahren aus dem aktiven Militärdienst aus.
Aus seiner Ehe mit Catharine Wetzel gingen die beiden Söhne Emery Scott Wetzel, Jr., und Tony Wetzel hervor, die 1954 beziehungsweise 1956 ebenfalls ihre Ausbildung zum Offizier an der Military Academy von West Point abschlossen. Der 2003 verstorbene Emery Scott Wetzel, Jr., schied 1984 nach 30 Dienstjahren als Oberst aus dem Dienst der US Air Force.

## Auszeichnungen
- Air Force Distinguished Service Medal
- Legion of Merit (2 ×)